# Schwarzenbühl
Lo Schwarzenbühl è un passo di montagna e una stazione sciistica nelle Alpi bernesi, Canton Berna, Svizzera. Scollina a un'altitudine di 1.547 m s.l.m.